# Laísmo
Il laísmo (grafia spagnola), o in forma italiana laismo, è l'uso dei pronomi personali la e las in funzione di oggetto indiretto per riferirsi al genere femminile, al posto delle forme le e rispettivamente les dello spagnolo tipo. In alcuni dialetti dello spagnolo il laismo è un fenomeno esteso.

## Uso normativo
La lingua spagnola mantiene l'antica declinazione latina e l'uso dei casi latini nei pronomi personali. L'evoluzione dello spagnolo tende però all'eliminazione completa dei casi latini, sopprimendosi la differenza di funzioni tra il complemento diretto e il complemento indiretto (cioè il complemento di termine) tramite il genere.
Ciò si traduce appunto nell'uso di la e las in funzione di termine, con riferimento a un termine di genere femminile, al posto di le e les, che è il pronome più corretto, ma che è ambiguo in quanto si riferisce anche a persone, animali o cose di genere grammaticale femminile.
Quando un laista (laísta nello spagnolo) dice: La pegué ("La incollai, la picchiai"), un non laista intende che la cosa a cui ci si riferisce fu pegada (attaccata con un adesivo) e non "colpita", che è ciò che il laista voleva appunto dire.
Il le indiretto è ambiguo; per toglier l'ambiguità si ricorre a un secondo pronome preceduto da preposizione: Dale un beso, a ella (a él), "Dalle (dagli) un bacio".
La Real Academia de la Lengua Española ha disapprovato il laismo nel 1796.

## Varietà laiste
- Il laismo è frequente nel dialetto madrileno: A ella, la dolía la cabeza (al posto di: A ella, le dolía la cabeza) o A ella, la dije que se fuera al cine (al posto di: A ella, le dije que se fuera al cine).
- Il laísmo è frequente inoltre in Castiglia e León, soprattutto nella provincia di Palencia. È in uso anche a Santander e nel suo circondario.